# In My Memory
In My Memory là CD solo đầu tiên được sản xuất bởi nghệ sĩ trance DJ Tiesto, phát hành vào ngày 15 tháng 4 năm 2001. CD này nổi bật với giọng hát của Jan Johnston, Nicola Hitchcock, và Kirsty Hawkshaw. Junkie XL sản xuất Obsession trên đĩa CD này. CD này có 5 bài hát hit lớn bắt đầu sự nghiệp của Tiësto. Các đĩa đơn là Dallas 4PM, Flight 643, Obsession, Lethal Industry và Suburban Train. Những đĩa đơn này được liên kết với Tiësto trên toàn thế giới. Một album remix được phát hành sau này và nó xếp # 12 tại Mỹ Hot Dance Club Play.

## Danh sách bài hát
Tất cả các bài hát được sản xuất bởi Tiësto, ngoại trừ "Obsession" được sản xuất bởi Tiësto và Junkie XL.
| phiên bản tiêu chuẩn | phiên bản tiêu chuẩn | phiên bản tiêu chuẩn       | phiên bản tiêu chuẩn |
| STT                  | Nhan đề              | Sáng tác                   | Thời lượng           |
| -------------------- | -------------------- | -------------------------- | -------------------- |
| 1.                   | "Magik Journey"      | Tiësto Geert Huinink       | 9:58                 |
| 2.                   | "Close to You"       | Tiësto Sarah Bettens       | 5:01                 |
| 3.                   | "Dallas 4 PM"        | Tiësto                     | 6:43                 |
| 4.                   | "In My Memory"       | Tiësto Nicola Hitchcock    | 6:07                 |
| 5.                   | "Obsession"          | Tiësto Tom Holkenborg      | 9:07                 |
| 6.                   | "Battleship Grey"    | Tiësto Kirsty Hawkshaw     | 5:13                 |
| 7.                   | "Flight 643"         | Tiësto                     | 9:01                 |
| 8.                   | "Lethal Industry"    | Tiësto                     | 6:46                 |
| 9.                   | "Suburban Train"     | Tiësto Ronald van Gelderen | 8:26                 |

| Phiên bản giới hạn CD bonus | Phiên bản giới hạn CD bonus                       | Phiên bản giới hạn CD bonus | Phiên bản giới hạn CD bonus |
| STT                         | Nhan đề                                           | Phổ lời                     | Thời lượng                  |
| --------------------------- | ------------------------------------------------- | --------------------------- | --------------------------- |
| 1.                          | "Suburban Train (Way Out West Remix)"             |                             | 8:52                        |
| 2.                          | "Sparkles (Starecase Remix)"                      |                             | 7:57                        |
| 3.                          | "643 (Love's on Fire) (Quiver Remix)"             |                             | 7:38                        |
| 4.                          | "643 (Love's on Fire) (Oliver Klein Vox Mix)"     | Suzanne Palmer              | 8:57                        |
| 5.                          | "In My Memory (Airwave Instrumental)"             |                             | 8:03                        |
| 6.                          | "Lethal Industry (Svenson & Gielen Remix)"        |                             | 3:20                        |
| 7.                          | "643 (Love's on Fire) (Oliver Lieb Instrumental)" |                             | 7:02                        |
| 8.                          | "Urban Train (Cosmic Gate Remix)"                 |                             | 7:30                        |
| 9.                          | "In My Memory (V-One Remix)"                      | Nicola Hitchcock            | 8:07                        |
| 10.                         | "Lethal Industry (Mauro Picotto Remix)"           |                             | 7:39                        |

Ghi chú
- "Close to You" tính năng giọng hát của Jan Johnston.
- "In My Memory" tính năng giọng hát của Nicola Hitchcock.
- "Battleship Grey" tính năng giọng hát của Kirsty Hawkshaw.

## Bảng xếp hạng
| BXH (2001)                   | Vị trí |
| ---------------------------- | ------ |
| Album Hà Lan (Album Top 100) | 25     |

## Lịch sử phát hành
| Quốc gia | Ngày                |
| -------- | ------------------- |
| Hà Lan   | 1 tháng 10 năm 2001 |
| Hoa Kỳ   | 6 tháng 11 năm 2001 |